# Bernard Karrica
Bernard Karrica (Gjakovë, 7 gennaio 2001) è un calciatore albanese, attaccante del Ballkani.

## Carriera

### Club
Il 2 luglio 2021 viene acquistato a parametro zero dalla squadra croata del Rijeka, con cui sottoscrive un contratto triennale con scadenza il 30 giugno 2024.

### Nazionale
Debutta con la maglia della nazionale albanese Under-21 il 4 giugno 2021 nella partita valida per le qualificazioni all'Europeo 2023 vinta per 1-3 contro l'Andorra Under-21.

## Statistiche

### Presenze e reti nei club
Statistiche aggiornate all'8 aprile 2023.
| Stagione                 | Squadra                  | Campionato               | Campionato | Campionato | Coppe nazionali | Coppe nazionali | Coppe nazionali | Coppe continentali | Coppe continentali | Coppe continentali | Altre coppe | Altre coppe | Altre coppe | Totale | Totale |
| Stagione                 | Squadra                  | Comp                     | Pres       | Reti       | Comp            | Pres            | Reti            | Comp               | Pres               | Reti               | Comp        | Pres        | Reti        | Pres   | Reti   |
| ------------------------ | ------------------------ | ------------------------ | ---------- | ---------- | --------------- | --------------- | --------------- | ------------------ | ------------------ | ------------------ | ----------- | ----------- | ----------- | ------ | ------ |
| mag.-giu. 2019           | Dinamo Zagabria II       | 2. HNL                   | 1          | 0          | -               | -               | -               | -                  | -                  | -                  | -           | -           | -           | 1      | 0      |
| 2019-2020                | Dinamo Zagabria II       | 2. HNL                   | 0          | 0          | -               | -               | -               | -                  | -                  | -                  | -           | -           | -           | 0      | 0      |
| 2020-2021                | Dinamo Zagabria II       | 2. HNL                   | 28         | 6          | -               | -               | -               | -                  | -                  | -                  | -           | -           | -           | 28     | 6      |
| Totale Dinamo Zagabria 2 | Totale Dinamo Zagabria 2 | Totale Dinamo Zagabria 2 | 29         | 6          |                 | -               | -               |                    | -                  | -                  |             | -           | -           | 29     | 6      |
| 2021-gen. 2022           | Sereď                    | SL                       | 11         | 2          | CS              | 1               | 0               | -                  | -                  | -                  | -           | -           | -           | 12     | 2      |
| gen.-giu. 2022           | Hrvatski Dragovoljac     | 1. HNL                   | 14         | 3          | CC              | 0               | 0               | -                  | -                  | -                  | -           | -           | -           | 14     | 3      |
| 2022-feb. 2023           | Rijeka                   | 1. HNL                   | 4          | 1          | CC              | 2               | 0               | UECL               | 1                  | 0                  | -           | -           | -           | 7      | 1      |
| feb.-giu. 2023           | Gorica                   | 1. SNL                   | 9          | 0          | CS              | 0               | 0               | -                  | -                  | -                  | -           | -           | -           | 9      | 0      |
| Totale carriera          | Totale carriera          | Totale carriera          | 67         | 12         |                 | 3               | 0               |                    | 1                  | 0                  |             | -           | -           | 71     | 12     |

## Palmarès

### Club

#### Competizioni nazionali
- Campionato kosovaro: 1

Ballkani: 2023-2024
- Coppa del Kosovo: 1

Ballkani: 2023-2024
- Supercoppa del Kosovo: 1

Ballkani: 2023